# Escola Internacional de Cinema i Televisió
L'Escola Internacional de Cinema i Televisió (EICTV) és una universitat de mitjans audiovisuals situada a San Antonio de los Baños, Cuba, adscrita a la Fundació del Nou Cinema Llatinoamericà. La creació de l'EICTV va ser idea de l'escriptor Gabriel García Márquez amb el suport de l'advocat Fidel Castro.
L'EICTV és un centre de formació artística i una central d'energia creativa per a la producció audiovisual que té com a objectiu primordial desenvolupar el talent creador i defensar el dret humà a disposar de la pròpia imatge, així com el dret a veure cinema de tot arreu a fi de contribuir a alliberar la mirada de l'espectador.

## Història
L'Escola Internacional de Cinema i Televisió de San Antonio de los Baños és considerada com una de les institucions més importants del seu tipus al món.
Fundada el 15 de desembre de 1986 com a filial de la Fundació del Nou Cinema Llatinoamericà, els seus creadors -l'escriptor i periodista colombià Gabriel García Márquez, el poeta i cineasta argentí Fernando Birri, i el realitzador i teòric cubà Julio García Espinosa- buscaven la instauració d'una escola de cinema per a estudiants d'Amèrica Llatina, Àfrica i Àsia, gràcies al suport entusiasta del govern cubà. El seu primer director va ser Fernando Birri, prestigiós realitzador argentí i precursor del moviment del Nou Cinema Llatinoamericà.
Concebuda com un centre de formació artística, l'EICTV va posar en pràctica una filosofia particular: la d'ensenyar no a través de professorat professional, sinó de cineastes actius, capaços de transmetre coneixements avalats per la pràctica, l'experiència viscuda i una constant actualització. Des de la seva fundació, milers de professionals i estudiants provinents de més de 50 països han convertit l'EICTV en un espai per a la diversitat cultural, descrit com l'«Escola de tots els mons».